# 職業訓練指導員 (流通ビジネス科)
職業訓練指導員 (流通ビジネス科)（しょくぎょうくんれんしどういん りゅうつうビジネスか）は、職業訓練指導員免許のうちの1つ。厚生労働省管轄。

## 受験資格
職業訓練指導員免許の受験資格と試験免除を参照。

## 試験科目
学科試験
1. 指導方法（職業訓練原理、教科指導法、訓練生の心理、生活指導及び職業訓練関係法規）
2. 関連学科

- 系基礎学科
  - 商業一般（企業経営、流通機構、金融機構、市場調査、OA機器操作実務、関係法規）
  - 接客・応対法（接客知識、応対知識）
  - 安全衛生（安全管理、衛生管理）
- 専攻学科
  - 販売知識（小売販売、卸売販売、購買心理、販売促進法、簿記会計）
  - 商品知識（商品管理、商品構成）

実技試験
1. 小売販売
2. 卸売販売